# Frutillaria stenoptera
Frutillaria stenoptera är en tvåvingeart som beskrevs av Richards 1961. Frutillaria stenoptera ingår i släktet Frutillaria och familjen hoppflugor. Inga underarter finns listade i Catalogue of Life.